# 认识
认识（英語：awareness）或自觉、知晓，是指“意识到”事物的一种状态。具体地说，它是指一种直接感知到或感覺到事件，或者意识到（be cognizant of）事物的能力。其它定义指出，处于该种状态下的主体“意识到”（be aware of）某些直接能够导向多种行爲的信息。这个概念常与意识（到）同义，“认识”也常等同于“意识（到）”。